# Progradungula
Progradungula là một chi nhện trong họ Gradungulidae.